# باول مانينغ (ضابط شرطة)
باول مانينغ هو ضابط شرطة كندي، ولد في 21 سبتمبر 1973 في أكرينجتون في المملكة المتحدة.